# 水谷武彦
水谷 武彦（みずたに たけひこ、1898年8月15日 - 1969年）は 日本の美術教育者、建築教育者。日本で最初にバウハウスへ留学した人物。帰国後、様々な活動を通じて日本にバウハウスを紹介し、その教育を実践した。

## 概要
東京生まれ、父は江戸文学者の水谷不倒（弓彦）。1916年（大正10年）に東京美術学校図案科第二部（後の建築科）に入学、岡田信一郎に学ぶ。1921年に卒業し、母校の助教授となる。1923年に開催された早稲田大学大隈記念講堂の建築設計競技で2等入選。
その後1927年から文部省給付留学生として渡独。翌年、デッサウのバウハウスに入学。基礎課程でカンディンスキーらに学んだ後、家具工房に入りマルセル・ブロイヤーに学ぶ。2年間の留学期間を延長し、建築科でハンネス・マイヤーに学んだ後、1931年1月に帰国。東京美術学校建築科に復職後、「構成原理」の講義を受け持ち、吉村順三らの後進を育成する。その間、川喜田煉七郎の新建築工芸学院でも教育を実践。1944年に退官。
戦後も東京芸術大学講師、東京都立大学講師（図学）などを務める。実際に設計する機会に恵まれず、まとまった著作も遺していない。